# Acomys spinosissimus
Acomys spinosissimus là một loài động vật có vú trong họ Chuột, bộ Gặm nhấm. Loài này được Peters mô tả năm 1852.